# Міхай Суцу II

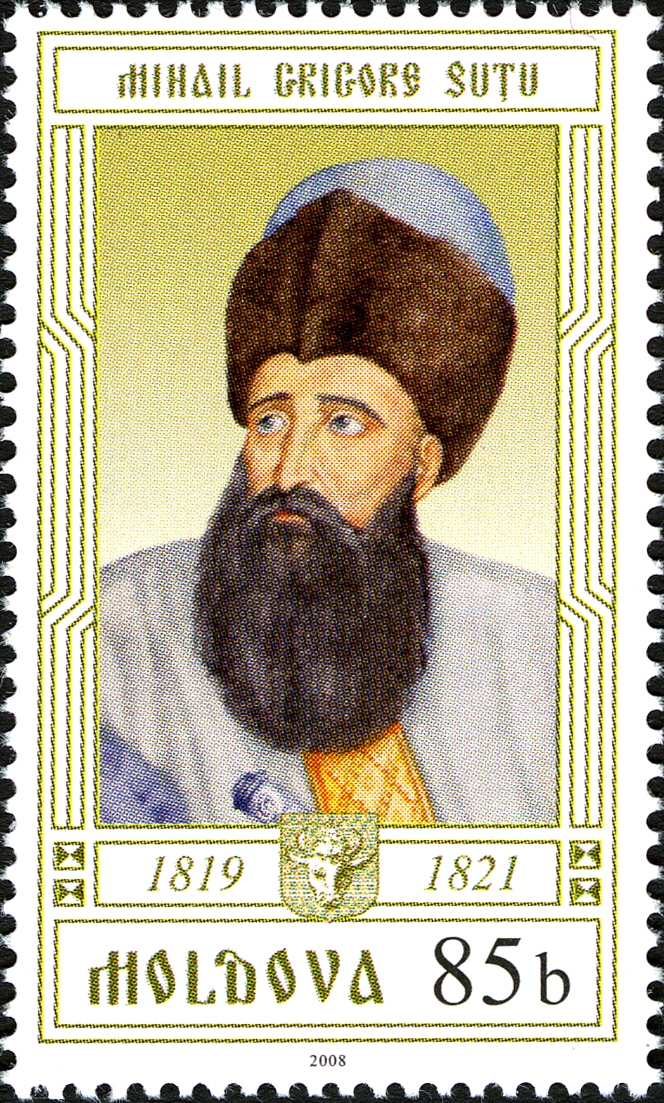
Поштова марка Молдови, 2008

Міхай Суцу ІІ (грец. Μιχαήλ Σούτσος, рум. Mihail Suţu *1784 — †1864) — господар Молдовського князівства в 1819—1821.

## Історія
Почав службу як секретар при своєму дідові Міхаю Суцу, коли той був Великим Драгоманом Порти. Пізніше був капукехаєм (представником при дворі султана) господаря Волощини Йоана Караджі, а в 1815 сам став Великим Драгоманом Порти і особистим радником султана Махмуда II.
У 1819 році за сприяння великого візира Халет-ефенді був призначений господарем Молдови, ставши останнім фанаріотом на троні цієї країни.
Збільшив податки, одночасно розширивши коло осіб, які користувалися фіскальними привілеями.
У 1821 в Одесі почалося повстання греків-гетеристів під проводом князя Александру Вода Іпсіланті. У березні 1821 року із дружиною в 400—500 чоловік Іпсіланті перейшов Прут і увійшов в Ясси, які планував зробити місцем збору гетеристів навколишніх країн. Однак надії гетеристів знайти підтримку серед молдаван і румунів були безпідставними: жителі придунайських князівств, настраждавшись від правління бояр-фанаріотів, вважали грецьке ярмо не менше важким, ніж турецьке.
30 березня 1821 склав із себе повноваження господаря і відбув до Кишинева, доручивши управління країною каймакамам. З Кишинева він виїхав до Європи, де почав збір грошей на підтримку повстання, але в Австрії був заарештований і чотири роки провів у Гьорлицькій в'язниці. Після звільнення переїхав до Греції, був її посланником в Парижі, Лондоні та Санкт-Петербурзі. У 1854 році він заснував Комітет національного визволення, який підготував повстання в Епірі і Фессалії. Помер в Афінах в 1864.